# Саммит тысячелетия

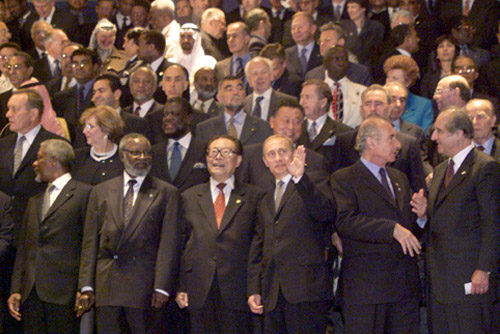
Главы государств на Саммите тысячелетия

Саммит тысячелетия — встреча глав государств 6—8 сентября 2000 года, проходившая в Штаб-квартире ООН. Её целью было определение роли ООН в мире в XXI веке, в результате чего была подписана Декларация тысячелетия. Саммит тысячелетия стал крупнейшей встречей мировых лидеров среди всех предшествующих, его продолжением стал Мировой саммит 2005 года.

## Делегации
В саммите участвовали 100 глав государств, 47 глав правительств, 5 вице-президентов, 3 вице-премьера и 3 кронпринца. Всего в делегациях насчитывалось более 8000 человек.
Делегация КНДР была досмотрена в аэропорту Франкфурта, хотя дипломаты не подлежат такого рода проверкам. В связи с этим делегация была отозвана правительством КНДР.

## Саммит
Председателями саммита были президент Финляндии Тарья Халонен и президент Намибии Сэм Нуйома.
Саммит был открыт 6 сентября 2000 года и начался с минуты молчания в честь четырёх сотрудников ООН, убитых в Восточном Тиморе. Дальше президент США Билл Клинтон и президент России Владимир Путин обратились с призывом к миру и разоружению, после чего с пятиминутными обращениями выступили ещё 63 делегата. В тот день Билл Клинтон встретился сначала с премьер-министром Израиля Эхудом Бараком, затем с палестинским лидером Ясиром Арафатом, но особых успехов в урегулировании палестино-израильского конфликта это не принесло.
7 сентября мировыми лидерами обсуждалось преимущественно сохранение и поддержание мира. В тот день выступили 70 делегатов, среди которых был председатель КНР Цзян Цзэминь и японский премьер-министр Ёсиро Мори.
В завершающий день прошло 60 выступлений, среди выступавших были президент Индонезии Абдуррахман Вахид и премьер-министр Индии Атал Бихари Ваджпаи.

### Декларация тысячелетия
Одним из результатов саммита стало подписание Декларации тысячелетия, в которой государства, члены ООН, приняли на себя различные обязательства, описанные в Целях развития тысячелетия, в частности борьбу с крайней нищетой.